# الكنيسة المسيحية حاجب العيون
{{معلومات معلم
اسم = الكنيسة المسيحية حاجب العيون
```
| صورة   =  
| تعليق  =
| نوع   = كنيسة
| معماري    = 
| ارتفاع    = 
| ت{مقالة غير مراجعة|تاريخ=فبراير 2023}}
```

 الكنيسة المسيحية حاجب العيون  هو معلم أثري تونسي مصنف من قبل المعهد الوطني للتراث يقع في ولاية القيروان في الوسط الغربي التونسي، تحديدا في مدينة حاجب العيون تم تصنيف المعلم في يوم 8 ماي 1895 .

## مقالات ذات صلة
- قائمة المعالم الأثرية المصنفة في تونس